# Rhan
Rhan ist ein Ortsteil der Gemeinde Schönthal im Oberpfälzer Landkreis Cham (Bayern).

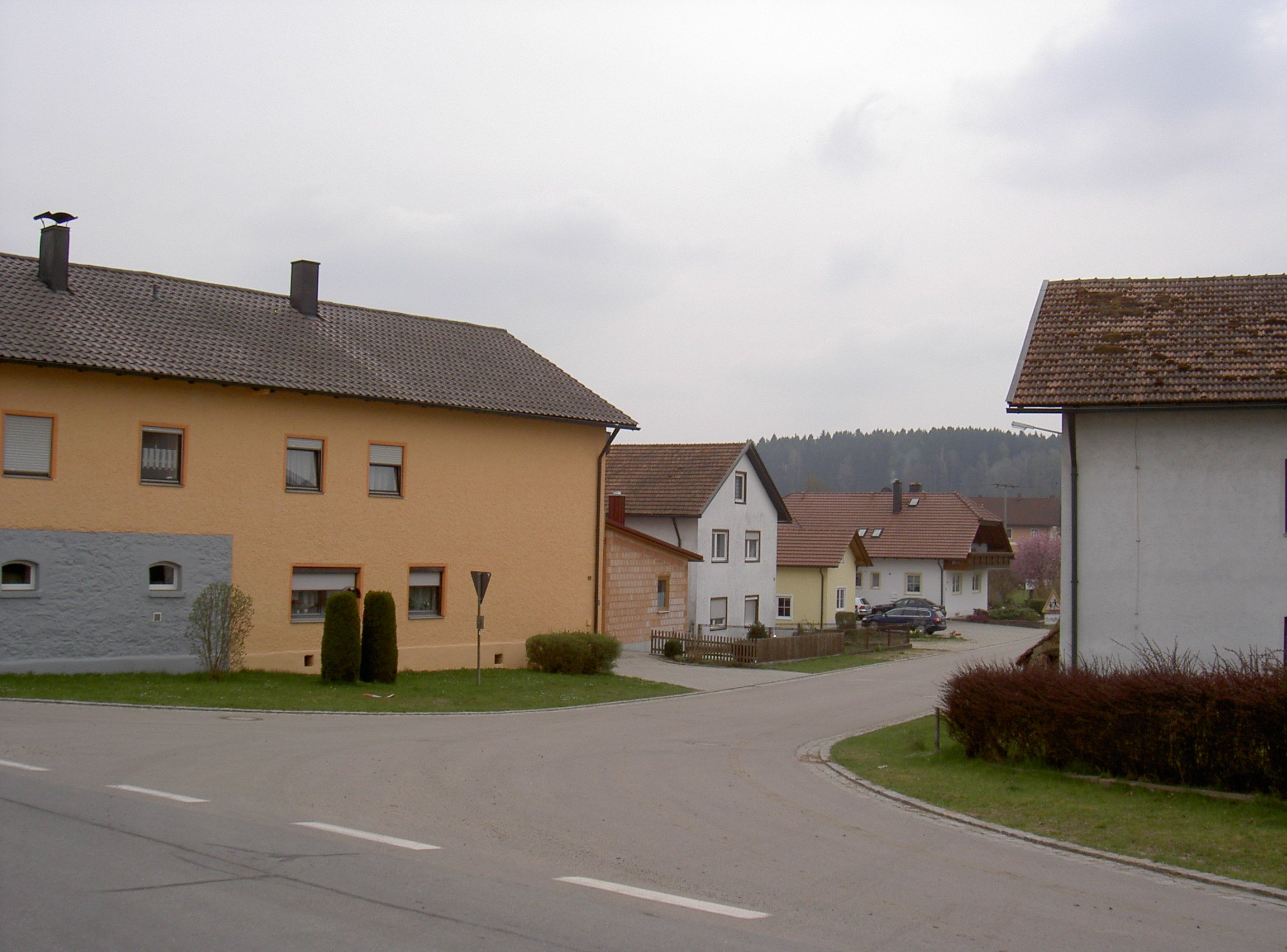
Rhan (2014)

## Geographische Lage
Rhan liegt etwa drei Kilometer südlich von Schönthal.

## Geschichte

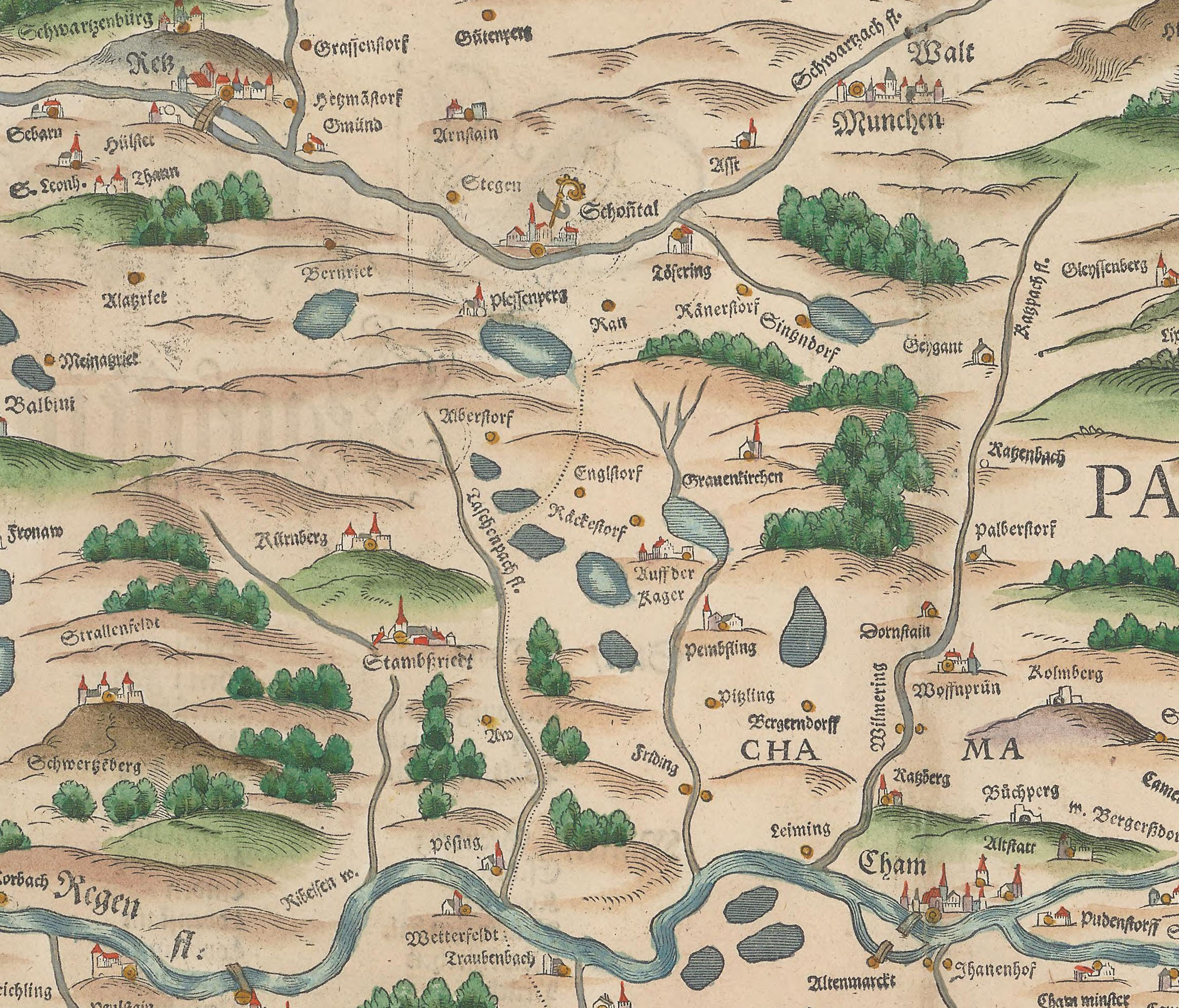
Rhan auf der Apian-Karte von 1568

Rhan (auch: Reuen, Rein, Rhein, Rhän) wurde 1283 urkundlich erwähnt als Edelsitz des Heinrich der Preu aus dem Geschlecht der Geiganter von Trausnitz.
Rhan wird im Steuerbuch von 1590 als zum Besitz der Familie Fuchs gehörig erwähnt.
Mitte des 18. Jahrhunderts hatte Rhan 16 Anwesen, darunter ein Hüthaus.
1809 wurde Döfering einer der 30 Steuerdistrikte des Landgerichts Cham.
Zum Steuerdistrikt Döfering gehörten die Ortschaften Döfering, Wirnetshof, Kleinschönthal, Lixendöfering und Rhan.
Zum Stichtag 23. März 1913 (Osterfest) gehörte Rhan zur Expositur Döfering der Pfarrei Pemfling und war mit 18 Häusern und 128 Einwohnern aufgeführt.
Rhan gehörte am 31. Dezember 1990 zur Pfarrei Döfering und hatte 97 Einwohner.

## Kultur und Sehenswürdigkeiten
- Rhan beherbergt die im Jahre 1283 gegründete Brauerei Rhanerbräu. Sie zählt zu den fünf ältesten Brauereien der Welt, die seit ihrer Gründung bis heute durchgehend Bier brauen.[8]
- Die Bruckmeier-Kapelle ist ein giebelständiger und abgewalmter Satteldachbau mit Stirnpfeilern und Dachreiter, gebaut 1923, in der Dorfmitte.
- Die Waldkapelle ist ein giebelständiger Satteldachbau mit Vordach aus Holz, erbaut 1881, renoviert 1905 und 2001. Sie liegt südlich von Rhan im Wald am Hang der 636 Meter hohen Fuchshöhe.